# Felipe Matarranz González
Felipe Matarranz González (La Franca, Ribadedeva, 2 de setembre de 1915), àlies «el lobo» històric guerriller i maquis asturià.

## Els inicis
Fill d'Ángeles i de Felipe, miner que va treballar a la vall del Somorrostro (Biscaia). En 1917 la seva família es trasllada del Somorrostro a Mieres a causa de les vagues mineres de 1917. A Mieres el seu pare segueix treballant a les mines de carbó. Deixa Mieres obligat i es traslladen a Torrelavega on passarà tota la seva infantesa. A Torrelavega el seu pare es dedica a l'agricultura. Felipe va tenir quatre germans, Antolina, Felipe, Cosme, Salvador i Ángel.
Realitza tots els seus estudis primaris i tres anys a l'escola d'arts i oficis de Torrelavega (Cantàbria). Amb catorze anys comença a tenir inquietuds polítiques ingressant en una associació d'esquerres denominada Pioneros, passant més endavant a Joventut Comunista i el Socors Roig Internacional. Dins d'aquesta militància comença a col·laborar difonent periòdics i fullets de propaganda ideològica d'esquerres, arribant a participar en diverses vagues del ram de la fusta, formant part del comitè de vaga. Professionalment, treballava d'ebenista-tallista.
En els anys del bienni negre (d'octubre de 1934 a febrer de 1936) va sofrir persecució, i fou detingut en diverses ocasions per les seves actuacions antifeixistes. El 17 de juliol de 1936 en assabentar-se de la revolta feixista a Àfrica en contra del govern de la República ocupa l'Ajuntament de Torrelavega al costat d'un grup de militants de la Joventuts Socialistes Unificades.

## La guerra civil
El 18 de juliol de 1936 ingressa en les milícies populars, i és escollit cap del seu grup. Durant de la guerra civil va participar en diferents batalles contra els nacionals a El Escudo, Piedras Luengas, San Glorio, Potes, etc. Va participar en l'intent de detenir l'avanç de les tropes feixistes en la caserna de Simancas de Gijón i a La Argañosa a Oviedo. En aquest últim lloc va resultar ferit en la cama dreta per una bala i segons conta a la seva biografia es va lligar un mocador per tapar l'hemorràgia i va seguir lluitant. A més de totes aquestes batalles, va participar en la presa de les casernes de Loiola a Sant Sebastià i a la batalla d'Irun.
El 23 de setembre de 1936, es va unir a un batalló de voluntaris al capdavant del port de Los Tornos a Cantàbria. El 10 d'octubre de 1936, va ser ferit en combat de forma greu amb una bala que li va sortir pels ronyons. Aquest mateix va ser proposat per a sergent per haver pres al costat de tres milicians més la posició denominada Las Cabañas de Noceco. El 28 de novembre de 1936, va tornar al capdavant després d'haver obtingut l'alta, que havia demanat de forma voluntària. El 2 i 6 de desembre de 1936, va ser en els combats per la posició de la Cabra.
Després de totes aquestes batalles en el front de Cantàbria se'l va destinar al capdavant de Burgos infiltrant-se nombroses vegades darrere de les línies enemigues. L'1 de maig de 1937 lluità en els combats de Cilleruelo de Bricia conquerint Somarriba de Quintanilla de Rucandio. Va intervenir en els combats d'Espinosa de Bricia (4, 5 i 6 de maig de 1937) sent proposat per a tinent.
El 4 d'agost de 1937 comença l'ofensiva de Santander, estant Matarranz defensant el port de Carrales, després de quinze dies de lluita es retira juntament amb la resta de les tropes republicanes cap al Castro de Bricia. De 130 homes només van quedar 12. Va escapar a la nit a través de les línies enemigues i continuo combatent a Bárcena de Pie de Concha, Alceda, Ontaneda, Fuente Viesgo i Las Presillas. A Las Presillas és fet presoner després de ser acorralat per tancs italians. S'escapoleix i intenta arribar a Astúries, però al no poder arribar es queda a Cantàbria.
A Cantàbria és fet presoner; però s'escapà el 6 de setembre de 1937. Després d'anar a peu un centenar de quilòmetres arriba a Astúries i participa en els combats d'El Mazucu formant part de la Brigada Muntanyesa. Després dels combats i la pèrdua d'aquest enclavament és fet presoner per les tropes nacionals, escapant per tercera vegada.
Al desembre de 1937 és detingut a Torrelavega. El 30 de desembre de 1937 és sotmès a un consell de guerra i és trobat culpable d'auxili a la rebel·lió i sentenciat a pena de mort.

## El maquis
El 18 d'octubre de 1939 se'l torna a condemnar a mort però és commutada gràcies a un indult per trenta anys de presó. Al juliol de 1942, gràcies a un altre indult promogut per l'esforç dels seus pares, es lliura de la presó i se'l reclou en La Franca.
Estant en La Franca pren contacte amb el Partit Comunista d'Espanya (PCE) en la il·legalitat, i amb el moviment guerriller de resistència. En 1943 és capturat en una batuda i forma el Comitè Provincial de Santander.
És en aquest moment quan contacta amb la guerrilla astur-muntanyesa, sent nomenat responsable polític i convertint-se en maquis. Des de 1943 fins a 1946 es va mantenir en la clandestinitat per les muntanyes d'Astúries i Cantàbria fins que el 25 de novembre de 1946 és sorprès per la guàrdia civil en una reunió amb altres guerrillers de la Brigada Machado. S'escapa entre trets deixant a un company mort i a un altre ferit però és capturat el 26 de novembre. Una vegada capturat se li té quatre mesos incomunicat, és interrogat i torturat fins que se li sotmet a 22 diligències. És de nou jutjat en Consell de Guerra Sumaríssim i és condemnat a sis anys a la presó del Penal de Burgos per ser home perillós per a la pàtria.

## En llibertat
Pel juliol de 1952 surt en llibertat condicional, posant-se en contacte immediatament amb el partit comunista en la clandestinitat fins a 1977, data en la qual es legalitza el partit. Durant la vida civil va treballar a Dragados y Construcciones des de 1960 aconseguint el lloc d'encarregat general fins a la seva jubilació. Després de la seva jubilació es va establir en La Franca, ingressant finalment en una residència de Colombres.